# Pošechoňje
Pošechoňje (rusky Пошехо́нье) je město v Jaroslavské oblasti v Ruské federaci. Při sčítání lidu v roce 2010 mělo přes šest tisíc obyvatel. 

## Poloha a doprava
Pošechoňje leží v Moložsko-šeksinské nížině na Sogože, přítoku Rybinské přehradní nádrže na Volze. Od Jaroslavle, správního střediska oblasti, je vzdáleno přibližně 150 kilometrů severozápadně.
Nejbližší železniční stanice je v Rybinsku na trati z Jaroslavle do Bologojeho.

## Dějiny
Na místě dnešního města stála už v sedmnáctém století klášterní vesnice Pertoma (Пертома). V roce 1777 se stala městem pod současným jménem, které je odvozeno od nedaleké řeky Šeksny, tehdy zvané Šechoň (Шехонь).
V letech 1918–1992 se město nazývalo Pošechoňje–Volodarsk k poctě ruského revolucionáře V. Volodarského.